# Лопатка
Лопатка (рус. Мыс Лопа́тка) је рт на далеком сјеверу Русије, који представља најјужнију тачку полуострва Камчатка. Налази се на 50°86‘ степени сјеверне географске ширине и 156°67‘ степени источне географске дужине, око 15 километара далеко од острва Шумшу.